# Heinrich Sanden (Fotograf, 1877)
Ernst Max Heinrich Sanden (geb. 2. Oktober 1877 in Berlin, gest. 28. Juni 1946 in Biesdorf bei Berlin) war ein deutscher Kaufmann, Fotograf und Inhaber zweier Pressebildagenturen. Er war, mit Karl Delius und Martin Gordan, Mitbegründer der Berliner Illustrations–Gesellschaft (B.I.G.) und später Gründer und Geschäftsführer der Atlantic Photo-Ges.m.b.H.

## Lebensweg
(Ernst Max) Heinrich Sanden war das vierte von sechs Kindern des Kaufmannes und Bankdirektors (Adalbert Hugo) Heinrich Sanden (geb. um 1840; gest. Mai 1893) und seiner Ehefrau Elisabeth (Friederike Dorothee) Lüty (geb. 16. Januar 1845 in Winzlow, Kreis Teltow; gest. 4. April 1928 in Berlin). Die Familie wohnte zu jener Zeit in der Belle-Alliance-Straße 70 (heute Mehringdamm).
Im Jahr 1893, im Alter von etwa 16 Jahren, trat Heinrich Sanden zusammen mit seinem Mitschüler Karl Delius in den Berliner Radfahrer-Verein „Stern“ 1890 ein; er wohnte damals in der Reichenberger Str. 4.
Der Kaufmann Heinrich Sanden hat zeitweilig bei einer Bank gearbeitet. Gemeinsam mit seinen ehemaligen Schulkameraden Karl Delius und Martin Gordan gründete Sanden im Jahr 1900 in Berlin die Berliner Illustrations–Gesellschaft (B.I.G.), eine der ersten deutschen Pressebildagenturen. Dabei übernahm Sanden die Rolle des kaufmännischen Leiters.
Offenbar waren Heinrich Sanden, Walter Bernstein und Martin Gordan Kommissionsmitglieder des Central-Verbandes Deutscher Photographen-Vereine und -innungen.
Heinrich Sanden heiratete am 24. Februar 1906 in Steglitz Justina Weinrother (geb. 1880), die Tochter eines Maurermeisters. Im Heiratsregister wird sein Beruf mit „Kaufmann“ angegeben.
Am 9. März 1908 wurde in der Wohnung in der Stephanstraße 18 in Berlin-Steglitz sein Sohn Heinrich geboren, der ebenfalls Pressefotograf wurde.
Im November 1908 adoptierte  Heinrich Sanden (sen.) den am 14. November 1901 in Berlin-Neukölln vorehelich geborenen Sohn seiner Ehefrau namens Alfred (Alwin Walter) Weinrother, der ab diesem Zeitpunkt ebenfalls den Familiennamen Sanden trug. Dem Dokument ist nicht zu entnehmen, ob Heinrich Sanden der leibliche Vater des Kindes war. Alfred Sanden war ebenfalls Bildberichterstatter von Beruf. Er starb 1930 im Alter von nur 28 Jahren.
Von 1908 bis 1913 lebte Heinrich Sanden als Pressefotograf in Wien und belieferte die B.I.G. mit aktuellen Pressefotos. Einige seiner Aufnahmen veröffentlicht er auch in österreichischen Blättern.
Sanden war im Jahr 1909 als Fotograf beim Rifkrieg in Marokko.
Im Jahr 1919 wurde die B.I.G. unter ihren Gesellschaftern aufgeteilt. Martin Gordan führte seinen Anteil an der B.I.G. in kleinerem Rahmen unter ihrem bisherigen Namen mit seiner Frau Anna Gordan, geb. Peters, als Geschäftsführerin weiter. Karl Ferdinand Delius verließ 1920 Berlin und ließ sich mit Familie und Archiv zunächst in Nervi bei Genua nieder. 1928 zog Delius nach Nizza, wo er weiterhin fotografiert und eine Zweigstelle der Pariser Fotoagentur seiner beiden älteren Söhne, Rolf (1907–?) und Marcel Delius (geb. 3. Juli 1909 in Paris, gest. 21. Februar 1998 in Saint-Denis), führte. Delius’ Schwager und vormaliger Schüler Walter Bernstein gründete gemeinsam mit dem Fotografen Willy Römer, ebenfalls ein Delius-Schüler, die Bildagentur „Photothek Römer & Bernstein“. Heinrich Sanden gründete 1919 die Atlantic Photo Gesellschaft, die sich bald zu einer Branchenführerin entwickelte. 1926/27 dürfte die von Heinrich Sanden geführte Bildagentur Atlantic etwa 50 Mitarbeiter gehabt haben. Der Fotograf Georg Pahl (1900–1963) wurde von Heinrich Sanden ausgebildet. 1926 hat die Firma Atlantic ihren Sitz in der Königgrätzerstr. 62 (heute Stresemannstraße), 1927 in der Kopischstr. 1, bis 1929 in der Neuenburgerstr. 13. Im Sommer 1929 trat Dr. Friedrich Karl Herrmann als Geschäftsführer in die Firma Atlantic ein. Bis zum 22. Dezember 1929 hieß die Firma Atlantic Presse Photo GmbH, ab dem 23. Dezember 1929 hieß sie Atlantic Photo Gesellschaft mbH. Noch mindestens bis 1931 blieb Heinrich Sanden als Inhaber der Atlantic Photo Co., Illustrationsverlag, in das Berliner Handelsregister eingetragen.
In den Jahren 1930 und 1931 absolvierte der Münchener Fotograf und Bildjournalist Kurt Huhle ein Volontariat bei Heinrich Sanden.
Die Ehe Heinrich Sandens mit Justina Weinrother wurde am 15. Februar 1931 geschieden.
Sanden war Mitglied der nationalsozialistischen Reichskammer der bildenden Künste. Ansonsten ist über Sandens Lebensweg in den 15 Jahren von 1931 bis 1946, insbesondere in der Zeit des Nationalsozialismus und im Zweiten Weltkrieg, wenig bekannt.
Sanden starb im Alter von 68 Jahren am 28. Juni 1946 in Biesdorf bei Berlin.